# آزمایش دی‌ان‌ای تبارشناسی
آزمایش دی‌ان‌ای یا آزمایش دی‌ان‌ای تبارشناسی یا تست تبارشناسی ژنتیکی (به انگلیسی: Genealogical DNA test) یک آزمایش دی‌ان‌ای است که به مکان‌های خاص ژنوم یک فرد نگاه می‌کند، به منظور یافتن یا بررسی روابط تبارشناسانه یا (با قابلیت اطمینان کم‌تر) تا قومیت یک فرد را تخمین بزند. از آنجا که شرکت‌های آزمایش مختلف از گروه‌های مرجع قومی مختلف و الگوریتم‌های انطباق مختلف استفاده می‌کنند، برآوردهای قومیت و دیگر فواصل تطابق DNA برای یک فرد در تست‌های متفاوت گاهی به‌طور قابل‌توجهی متفاوت خواهد بود. نتایج تنها برای تطابقات نزدیک DNA می‌تواند حاصل شود.
سه نوع اصلی از تست ژنتیکی دی‌ان‌ای موجود است، هر کدام به یک بخش متفاوت از ژنوم نگاه می‌کنند و برای انواع مختلف تحقیقات ژنتیکی مفید هستند:
1. اتوزومال
2. میتوکندری (mtDNA)
3. Y-DNA

آزمایش‌ها اتوزومال ممکن است منجر به مطابقت مقدار زیادی از رشته‌های دی‌ان‌ای (دیگر افراد آزمون که فرد ممکن است به آن وابسته باشد)، در کنار خطوط زنانه و زنانه مخلوط، هر کدام با فاصله تخمین زده شده در درخت خانواده باشد. با این حال، با توجه به ماهیت تصادفی که دی‌ان‌ای از هر فرد آزمایش شده از اجداد مشترک، آنها به ارث برده‌است، نتایج دقیق تنها می‌تواند تعداد کمی از نسل‌ها پیشین را مشخص کند. تست اتوزومال نیز برای ارزیابی ترکیب قومی استفاده می‌شود.